# Ticket to Paradise (1961)
Ticket to Paradise é um filme de romance britânico de 1961 dirigido por Francis Searle e estrelado por Emrys Jones, Patricia Dainton e Vanda Hudson.
O filme foi feito como um segundo longa-metragem para lançamento em dupla. Foi filmado no Walton Studios com cenários desenhados pelo diretor de arte Duncan Sutherland. A ação foi ambientada em um fictício resort italiano com o nome extremamente improvável de Palmos.

## Elenco
- Emrys Jones como Jack Watson
- Patricia Dainton como Mary Rillston
- Vanda Hudson como Gina
- Denis Shaw como Giuseppe
- Claire Gordon como Sybil
- Maureen Davis como Betty
- Raymond Rollett como Higginbottom
- Gretchen Franklin como Sra. Higginbottom
- Sheila Bernette como Clarice
- Carlo Borelli como Batistano
- Nora Gordon como Sra. Withers
- Geoffrey Denton como Baker